# Coxi
Coxi (chinesisch 措玉村, Pinyin Cuòyù Cūn) ist ein tibetisches Dorf, das zur Großgemeinde Rongwo im Kreis Tongren des Autonomen Bezirks Huangnan der Tibeter in der chinesischen Provinz Qinghai gehört. Es liegt etwa vier Kilometer südlich des Ortszentrums von Rongwo und hat ca. 240 Einwohner (alle Tibeter).

## Geschichte
Der Name Coxi ist Tibetisch und bedeutet „vier Stämme“. Es heißt, dass während der Regierungszeit des Wanli-Kaisers der Ming-Dynastie (1572–1620) einige Familien aus Lhasa in Tibet ausgewandert seien und sich hier niedergelassen hätten. Daraus entwickelten sich dann die „vier Stämme“, die dem Ort den Namen gaben.

## Sonstiges
Am Südrand des Dorfes liegt eine bekannte Heilquelle, deren Wasser zur Heilung chronischer Magen- und Darmerkrankungen verwendet wird.